# Bertrand Betsch
 (novembre 2023).
Si vous disposez d'ouvrages ou d'articles de référence ou si vous connaissez des sites web de qualité traitant du thème abordé ici, merci de compléter l'article en donnant les références utiles à sa vérifiabilité et en les liant à la section « Notes et références ».
Pour les articles homonymes, voir Betsch.
Bertrand Betsch, né le 12 septembre 1970 à Draveil, est un auteur-compositeur-interprète et écrivain français.

## Biographie
En 1997 sort son premier album, La soupe à la grimace, sur le label Lithium, suivi d'une tournée (France, Belgique, Suisse, Espagne). Atteint d'aphonie, il doit se mettre en pause quelques années. En 2001, sort BBsides, constitué de reprises, d’instrumentaux et de titres originaux. 
En 2004, il change de maison de disques et sort chez Labels/Virgin/EMI son troisième album, Pas de bras, pas de chocolat, dont le single du même nom est un succès en radio.[réf. nécessaire]
En 2007, il signe avec PIAS et sort l'album La Chaleur humaine, qui comprend son titre le plus streamé sur les plateformes numériques, Les vents contraires[réf. nécessaire].
Auteur des paroles, des musiques et des arrangements de ses albums, il fait ensuite évoluer ses chansons au gré de diverses collaborations dont l'une avec Hervé Le Dorlot, son complice depuis les débuts de sa carrière, puis de Nathalie Guilmot sur ses albums Le Temps qu’il faut et La nuit nous appartient, et également, depuis 2011, le guitariste et producteur Marc Denis, ou encore, depuis 2015, la violoniste et pianiste Salomé Perli. 
En 2008, il quitte le label PIAS et crée, deux ans plus tard, le label 03H50, avec Baptiste Lusson, sur lequel sortira l’album Le Temps qu’il faut en 2011 et le double album La nuit nous appartient en 2013.
Il quitte 03H50 en 2013 pour rejoindre en 2014 le label Les imprudences et sort l'album La vie apprivoisée.
En 2017, il rejoint le label Microcultures Records et sort successivement, entre autres, les albums Tout doux (2018), La traversée (2020) , J’ai horreur de l’amour (2022) et Kit de survie en milieu hostile (2024).

## Discographie

### Bande originale de film
- 2013 : Deux automnes trois hivers de Sébastien Betbeder

## Collaborations
Bertrand Betsch  interprète une de ses compositions pour le livre de Florence Ferrandi et Stéphanie Maurice paru en septembre  2008 : À chacun sa place, éditions La Contre Allée (Nulle Place sur CD audio inclus). Il a également proposé plusieurs titres inédits à la Compagnie Si t'es pressé fais un détour, lors de l'écriture de leur pièce de théâtre C'est-moi-même que je n'ai jamais rencontré (écrite et mise en scène par Charlotte Alibert), jouée en 2011 à Besançon, où il était sur scène lors de la représentation, comme partie intégrante du projet.
La pièce a été jouée pour la première fois à Besançon le 30 mai de cette même année dans le cadre du festival des Émergences.